# Moconta
Die moconta GmbH & Co. KG war ein Gemeinschaftsunternehmen der Vodafone D2 GmbH und der Arvato-Tochter Arvato Mobile GmbH mit Sitz in Gütersloh.
Moconta bot seinen Kunden die Möglichkeit, ihr Mobilfunkangebot unter eigenem Namen bzw. Branding bereitzustellen. Dabei griff Moconta auf die Kompetenzen von Vodafone als Netzbetreiber und die Servicedienstleistungen von Arvato zurück. Das Unternehmen agierte dabei im Hintergrund, so dass Kunden ausschließlich die zu etablierende Marke wahrnahmen und nicht Moconta. Das Unternehmen bezeichnete sich daher selbst als sogenannter „White Label Serviceprovider“.
Zu den Kunden zählten die Axel Springer AG mit dem Branding „BILDmobil“ und der Spartenkanal Super RTL mit „TOGGO mobil“.
Die Geschäftstätigkeit gehörte zur allMobility Deutschland, die inzwischen mit der Vodafone D2 verschmolzen ist.

## Geschichte
Am 25. Oktober 2006 meldeten die beiden Partner das Zusammenschlussvorhaben bei der Europäischen Kommission an. Infolgedessen gründeten die Vodafone D2 GmbH und die Arvato Mobile GmbH am 2. November 2006 die moconta Verwaltungs GmbH als haftenden Gesellschafter des Gemeinschaftsunternehmens moconta GmbH & Co. KG. Am 30. November 2006 erfolgte die Zustimmung der Europäischen Kommission zum Zusammenschluss. Zu diesem Zeitpunkt übernahm Martin Kugeler das Amt des Geschäftsführers, welches am 13. März 2007 an Martina Effmert und Ralf Mackes übertragen wurde.

## Kunden
Moconta tritt mit dem Super-RTL-Branding TOGGO mobile, das Anfang Juni 2007 startete, erstmals als Betreiber von Mobilfunkdienstleistungen auf. Dem Unternehmen wurde hierbei die Aufgabe zuteil, das speziell auf Kinder abgestimmte Mobilfunkangebot entsprechend zu vermarkten und weiter abzustimmen.
Im Oktober 2007 übernahm Moconta die technische Umsetzung des Prepaid-Angebots der BILD-Zeitung namens BILDmobil, das bundesweit bei mehr als 11.000 Pressefachhändlern vertrieben wird und somit auf eines der größten Vertriebsnetze im Bereich der Prepaid-Angebote blicken kann. Neben der technischen Umsetzung übernahm Moconta auch die gesamte Logistik, Abrechnung sowie die Kampagnenverwaltung des Brandings.
Anfang 2009 trat Moconta mit qiwani mobil auf den Markt. quiwani mobil bietet laut Werbetext „persönliche und exklusive Inhalte zu Esoterik, Wellness und Gesundheit im kostenlosen qiwani mobil Portal, sowie exklusive WAP-Services zu spirituellen Themen“.